# Łeonid Mykytenko
Łeonid Ołeksijowycz Mykytenko (ukr. Леонід Олексійович Микитенко, ros. Леонид Алексеевич Микитенко, ur. 8 lutego 1944 w miejscowości  Riabuchino w obwodzie charkowskim, zm. 3 marca 2019) – kazachski lekkoatleta pochodzenia ukraińskiego, długodystansowiec, startujący w barwach Związku Radzieckiego, medalista mistrzostw Europy z 1966.
Zdobył brązowy medal w biegu na 10 000 metrów na mistrzostwach Europy w 1966 w Budapeszcie.
Wystąpił na igrzyskach olimpijskich w 1968 w Meksyku. Zajął 18. miejsce w biegu na 10 000 metrów i odpadł w eliminacjach biegu na 5000 metrów.
Był mistrzem ZSRR w biegu na 5000 metrów w 1970 oraz w biegu na 10 000 metrów w 1966 i 1968, a także mistrzem ZSRR w biegu przełajowym na 14 kilometrów w 19673.
Rekordy życiowe Mykytenki:
| Konkurencja           | Data i miejsce           | Wynik    |
| --------------------- | ------------------------ | -------- |
| bieg na 1500 metrów   |                          | 3:51,2   |
| bieg na 5000 metrów   | 4 września 1967, Kijów   | 13:36,4  |
| bieg na 10 000 metrów | 21 lipca 1968, Leningrad | 28:12,4  |
| bieg godzinny         | 17 maja 1969, Ałma-Ata   | 19 961 m |

Jego synową jest Irina Mikitenko, niemiecka biegaczka długodystansowa pochodzenia kazachskiego.